# Закусилівська сільська рада (Народицький район)
Закусилівська сільська рада — колишня адміністративно-територіальна одиниця та орган місцевого самоврядування у Овруцькому і Народицькому районах Коростенської і Волинської округ, Київської й Житомирської областей Української РСР та України з адміністративним центром у с. Закусили.

## Населені пункти
Сільській раді були підпорядковані населені пункти:
- с. Закусили
- с. Бабиничі
- с. Жерев

## Населення
Кількість населення ради, станом на 1923 рік, становила 2 855 осіб, кількість дворів — 503.
Відповідно до результатів перепису населення СРСР, кількість населення ради, станом на 12 січня 1989 року, становила 1 191 особу.
Станом на 5 грудня 2001 року, відповідно до перепису населення України, кількість мешканців сільської ради становила 670 осіб.

## Склад ради
Рада складалася з 12 депутатів та голови.

## Керівний склад сільської ради
| ПІБ                    | Основні відомості                                                 | Дата обрання | Дата звільнення |
| ---------------------- | ----------------------------------------------------------------- | ------------ | --------------- |
| Ярошенко Тетяна Яківна | Сільський голова, 1962 року народження, освіта, позапартійна      | 26.03.2006   | 31.10.2010      |
| Ярошенко Тетяна Яківна | Сільський голова, 1962 року народження, освіта вища, позапартійна | 31.10.2010   |                 |

Примітка: таблиця складена за даними джерела

## Історія
Створена 1923 року в складі сіл Бабиничі, Болотниця, Жерев та Закусили Народицької волості Овруцького повіту Волинської губернії. 21 жовтня 1925 року в с. Болотниця створено Болотницьку сільську раду Народицького району. Станом на 17 грудня 1926 року в підпорядкуванні числяться хутори Підзакусилівський, Страшний Мох та Бабиничський дитячий будинок. Станом на 1 жовтня 1941 року х. Страшний Мох не перебуває на обліку населених пунктів.
Станом на 1 вересня 1946 року сільська рада входила до складу Народицького району Житомирської області, на обліку в раді перебували села Бабиничі, Жерев та Закусили, х. Підзакусилівський та Бабиничський дит.буд. не перебувають на обліку населених пунктів.
11 серпня 1954 року, внаслідок виконання указу Президії Верховної ради УРСР «Про укрупнення сільських рад по Житомирській області», до складу ради приєднано села Болотниця та Червоний Хутір ліквідованої Болотницької сільської ради Народицького району. 5 березня 1959 року, відповідно до рішення Житомирського ОВК № 161 «Про ліквідацію та зміну адміністративно-територіального поділу окремих сільських рад області», ці ж села підпорядковано відновленій Болотницькій сільській раді.
На 1 січня 1972 року сільська рада входила до складу Народицького району Житомирської області, на обліку в раді перебували села Бабиничі, Жерев та Закусили.
Припинила існування 17 листопада 2015 року через об'єднання до складу Народицької селищної територіальної громади Народицького району Житомирської області.
Входила до складу Народицького (7.03.1923 р., 8.12.1966 р.) та Овруцького (30.12.1962 р.) районів.